# Melon (hval)
 For alternative betydninger, se Melon. (Se også artikler, som begynder med Melon)
Melonen på en hval er en ovalformet, oliefyldt vævsklump, der findes i panden foran kraniet på alle delfiner og tandhvaler. Melonen er en del af de strukturer tandhvaler bruger til at lave lyde til ekkolokalisering. Funktionen er ikke fuldt klarlagt men en del af melonens rolle er en fokusering af lyden i en smal stråle. Der er også undersøgelser, der peger på at melonen kan bruges til at styre lydstrålens retning og måske også bredde.
Der har tidligere været fremsat teorier om at melonen spillede en rolle i regulering af hvalernes massefylde og dermed have betydning for deres dykning, men disse teorier betragtes ikke længere som gyldige.
Den eneste tandhval, der ikke har en tydelig melon er kaskelotten, hvis næse-anatomi er unik. Den struktur hos kaskelotten, der svarer til melonen hos andre tandhvaler (i udviklingsmæssig forstand homolog med) findes som en række olie- og voksfyldte "linser" mellem overkæben og den for kaskelotter unikke og ligeledes olie- og voksfyldte sæk kaldet spermacetorganet.